# دالي (الصين)
دالي مدينة في محافظة دالي، بـ يونان (الصين) .

## جغرافيا
مدينة دالي تقع في هضبة خصبة بين جبال كانغشان غربا، وبحيرة إرهي شرقا، وهي أيضا عاصمة منطقة دالي بايت.

## نبذة تاريخية

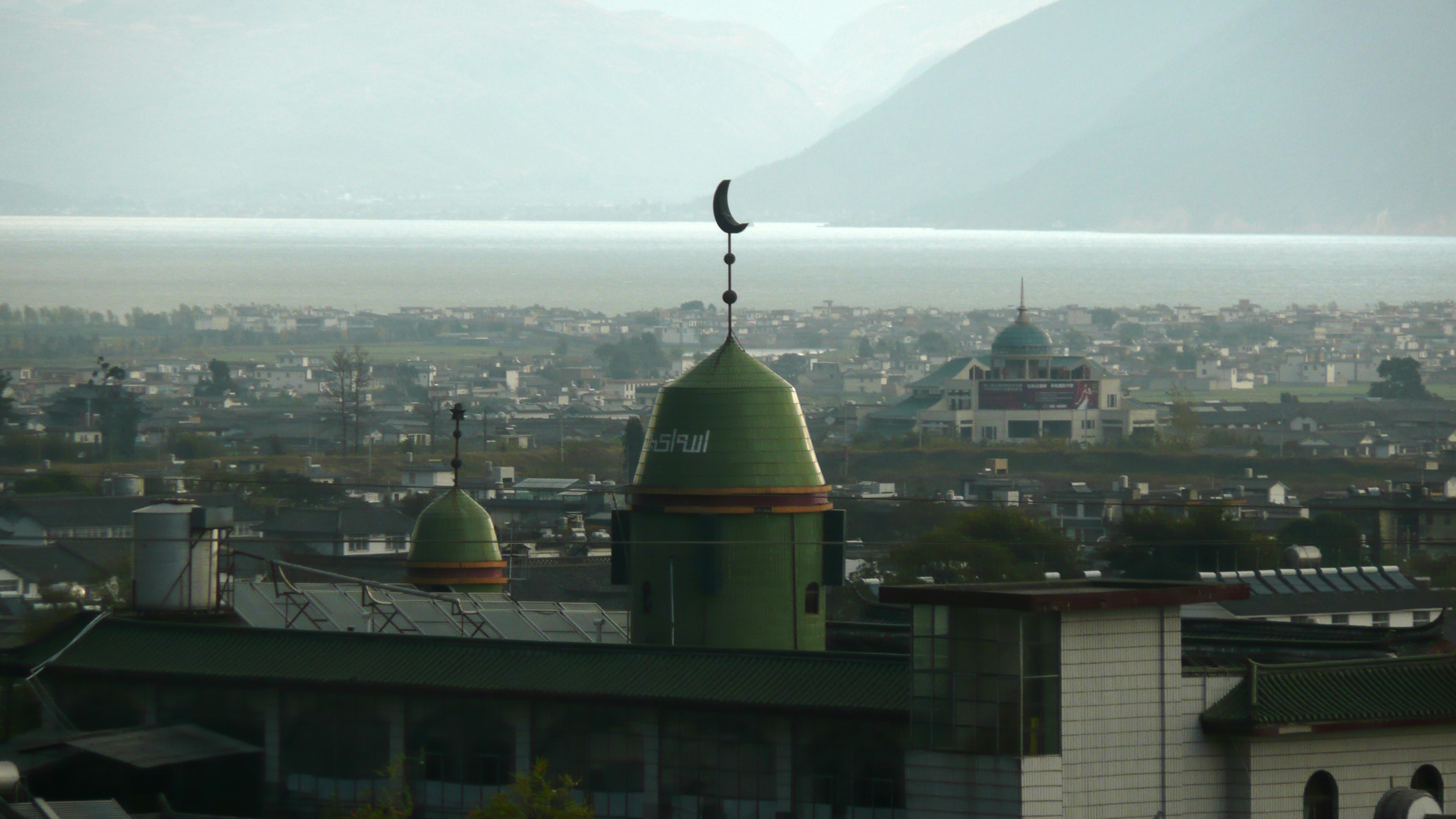
مسجد في دالي

دالي هي العاصمة القديمة لمملكة نانزهاو، التي ازدهرت في القرن التاسع والعاشر، ولمملكة دالي في الفترة بين 937 و1253 ميلادية، دالي كانت أيضا مركزا لتمرد بانتي بين 1856 و1863 .
دالي شهيرة أيضًا بأنواع الرخام التي تنتجها، ولهذا الأمر يطلق عليها البعض اسم (دالي ستون) أو حجر دالي.
و تعتبر دالي الآن وجهة سياحية كبيرة محليا ودوليا رفقة ليجانج.

## البلدة القديمة والمدينة الجديدة

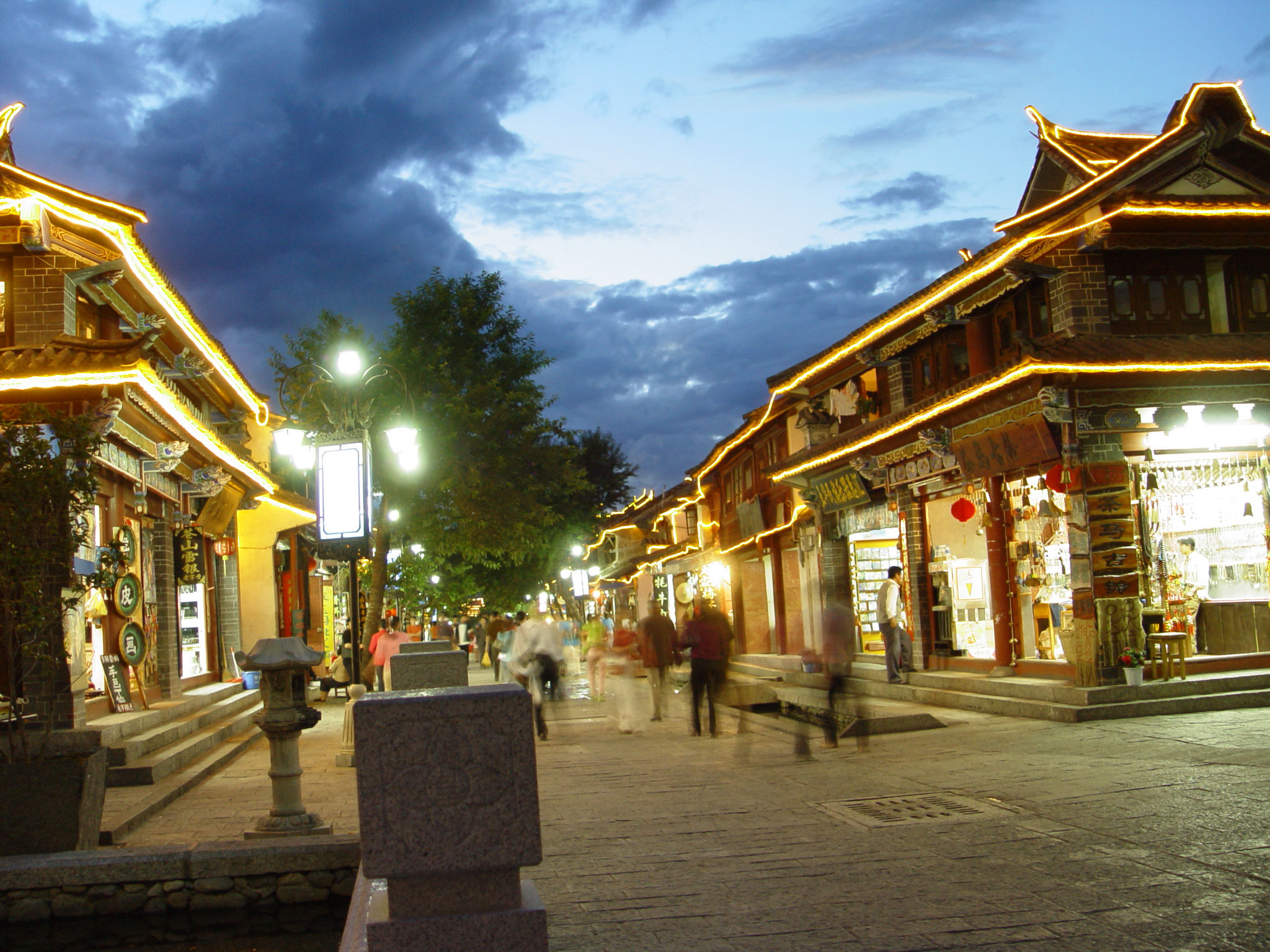
البلدة القديمة في المساء

دالي تبعد عن عاصمة يونان بـ 40 دقيقة فقط بالطائرة، ولازلت تحافظ على تقسيمها الإداري بين المنطقة القديمة على شكل بلدة، وجزء حضاري يسمى بالمدينة الجديدة، لذلك فكل زائر لهذه المدينة يشعر بأنه داخل نفق زمن.
المدينة الجديدة تعرف أيضا باسم شيغوان تقع جنوب البلدة القديمة، هذه الأخيرة بنيت خلال عهد الإمبراطور هونغو (1368 - 1398) وتتمتع البلدة القديمة بهدوئها الكبير مقارنة مع المدينة الجديدة.

## مواقع
دالي واحدة من أكثر المقاصد السياحية شهرة وذلك بسبب المواقع التاريخية والأثرية التي تتوفر عليها، وكذلك للحي الغربي الذي تتوفر عليه حيث أن نجد في هذا الحي الكل يتكلم بالإنجليزية ولها نمط موسيقي غربي خاص، لذلك تجدها الوجهة الأولى للسياح الأجانب وحتى الصينيين.
و عذه بعض المواقع الشهيرة بالمدينة:
- متحف دالي
- معبد تشونغ سينغ
- قصر كوبر نيس (تم إعادت بنائه سنة 1999)
- Jianji Great Bell of Nanzhao (إعادة بنائه سنة 1997)
- المعابد الثلات
- المجموعة السيريالية
- فراشة الربيع
- Demi-Gods and Semi-Devils film city
- شاكسي: بلدة تاريخية في المدينة القيدمة لبالي، تشتهر بأنها مكان لشرب الشاي الصيني.

## وصلات خارجية
الموقع الرسمي